# BlackBerry (empresa)
BlackBerry (antiga Research In Motion Limited, TSX: BB
, NASDAQ: BBRY é uma empresa canadense de produtos wireless mais conhecido pela produção do equipamento de telecomunicação handheld BlackBerry e pelo tablet BlackBerry PlayBook.
Em 30 de janeiro de 2013 a empresa mudou de nome, junto com a apresentação de sua nova plataforma móvel.
Sua matriz fica em Waterloo, Ontário, e patrocina o parque RIM na parte nordeste da cidade. Foi fundada e é propriedade de Mike Lazaridis, o qual mais tarde trabalhou na empresa como co-CEO juntamente com Jim Balsillie. Desde novembro de 2013, o CEO da empresa foi John Chen.
Originalmente uma empresa inovativa dominante no ramo de smartphones empresariais e governamentais, com 43% de todo o mercado em 2010, sua situação começou a declinar em vista da grande competição entre os smartphones de telas touchscreen, como o iPhone da Apple e os smartphones com o Android da Google. Por causa disso, a fatia de mercado da empresa caiu para 3,8% em 2013. Em 23 de setembro de 2013, a BlackBerry fechou um acordo para ser adquirida por um consórcio liderado pela Fairfax pelo valor de US$ 4,7 bilhões, ou US$ 9 por ação. A maior parte do valor restante da BlackBerry se concentra em seu portfólio de patentes, que valem entre US$ 2 e 3 bilhões.
Seus programas eram desenvolvidos usando a linguagem C++, C, HTML5 e Java. A BlackBerry também desenvolve sistemas embarcados para dispositivos wireless.

## Sistemas Operacionais

### BlackBerry OS
O antigo BlackBerry OS, baseado em Java, era feito para funcionar em condições muito mais simples e diferentes, como dispositivos mais fracos, redes com menor largura de banda e ambientes com alta exigência de segurança. No entanto, à medida que as necessidades dos usuários móveis aumentaram, o sistema começou a decepcionar em tempo de bateria, tempo de carregamento de aplicativos (por vezes chegando a reiniciar), experiência de navegação na web e interfaces touchscreen.

### BlackBerry Tablet OS
O BlackBerry PlayBook foi o primeiro produto da RIM cujo sistema operacional foi construído sobre o QNX, lançado em abril de 2011 como uma alternativa ao iPad. Foi criticado inicialmente por não conter todos os softwares esperados (faltava um cliente de email nativo, calendário e contatos) e poucos aplicativos. Foi pouco vendido, até que os preços caíssem substancialmente, assim como os outros tablets Android vendidos na época.

### BlackBerry 10
Planejado para ser lançado em 2012, o novo sistema operacional da BlackBerry só chegou ao mercado em 2013, com o lançamento dos novos aparelhos BlackBerry Z10 e Q10. O BlackBerry 10 melhorou o desempenho das Mensagens com o Blackberry HUB, em dezembro de 2013 nova atualização traz grandes diferenças agora BlackBerry 10.2 com Android 4.0 funcionando.

## Desenvolvimento
O BlackBerry 10 suporta várias plataformas de desenvimento, dependendo de qual delas é mais amigável ao desenvolvedor. As plataformas suportadas pelo BlackBerry 10 incluem Cascades para aplicações nativas (framework construído sobre o Qt), Adobe AIR, HTML5 (integrado com as funcionalidades nativas do sistema) e Java (usando a SDK do Android).

## Produtos vendidos
- BlackBerry Curve
- BlackBerry Bold
- BlackBerry Torch
- BlackBerry PlayBook
- BlackBerry Z10
- BlackBerry Q10
- BlackBerry Q5
- BlackBerry Music Gateway
- BlackBerry Z30
- BlackBerry Leap
- BlackBerry Passport

## Concorrentes

### Hardware
- Apple Inc
- HTC
- Motorola
- Nokia
- Samsung Electronics

## História
Em 2011 a empresa tinha mais de 17.000 trabalhadores e uma participação de 14% do mercado de 'smartphones' estadunidense.
Em Março de 2013, tinha 12.700 trabalhadores..
Em 2012, a BlackBerry despediu cerca de 6.000 trabalhadores.
Em setembro de 2013, foi anunciado que a empresa está a planear cortar até 40% do pessoal até ao final do ano.
Em 14 de outubro, a empresa publicou uma carta ao público pedindo que seus usuários continuem confiando na empresa.
Em Novembro de 2013 o CEO Thorsen Heins foi substituído pelo John Chen que publicou uma carta já avisando sua mudanças na Blackberry.
A última versão do BlackBerry OS foi publicada em 2013, com o suporte oficial a já ter terminado em 2021. Pelo que a BlackBerry deu um ano extra para que, quem se mantivesse neste sistema, tivesse tempo para se modernizar. 
Em 4 de Janeiro de 2022, a BlackBerry chega ao fim com a desactivação dos serviços.